# Salle blanche

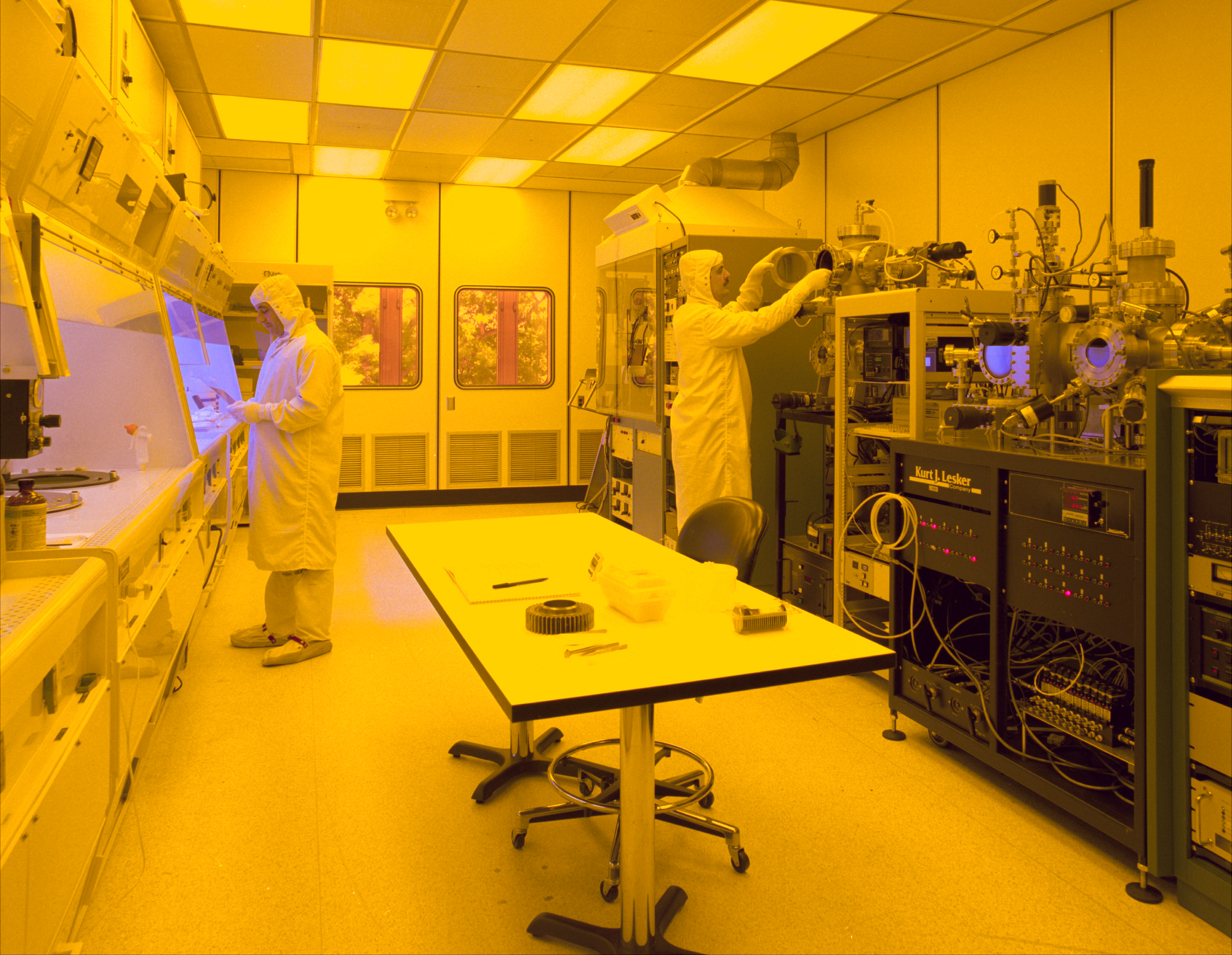
Salle blanche de la NASA.

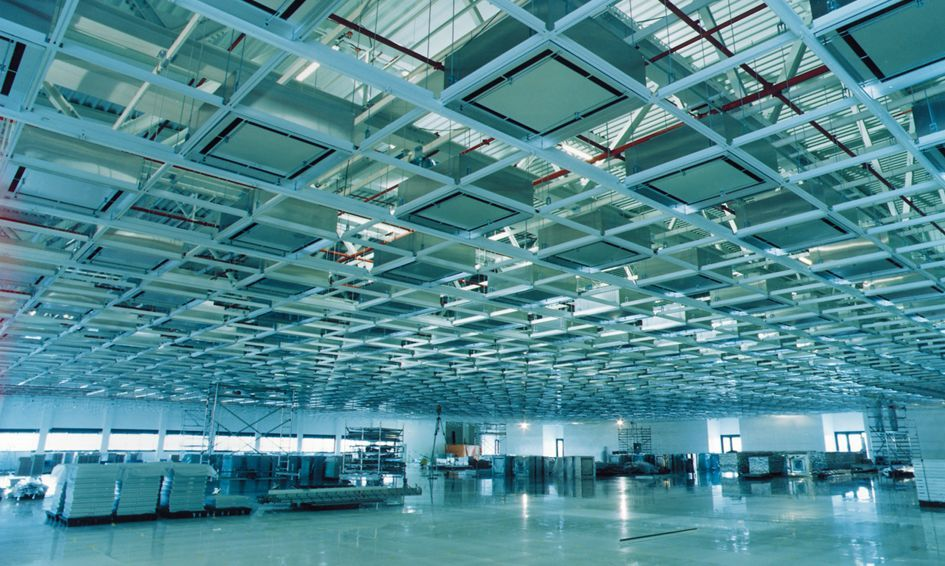
Salle blanche de fabrication micro-électronique (en construction).

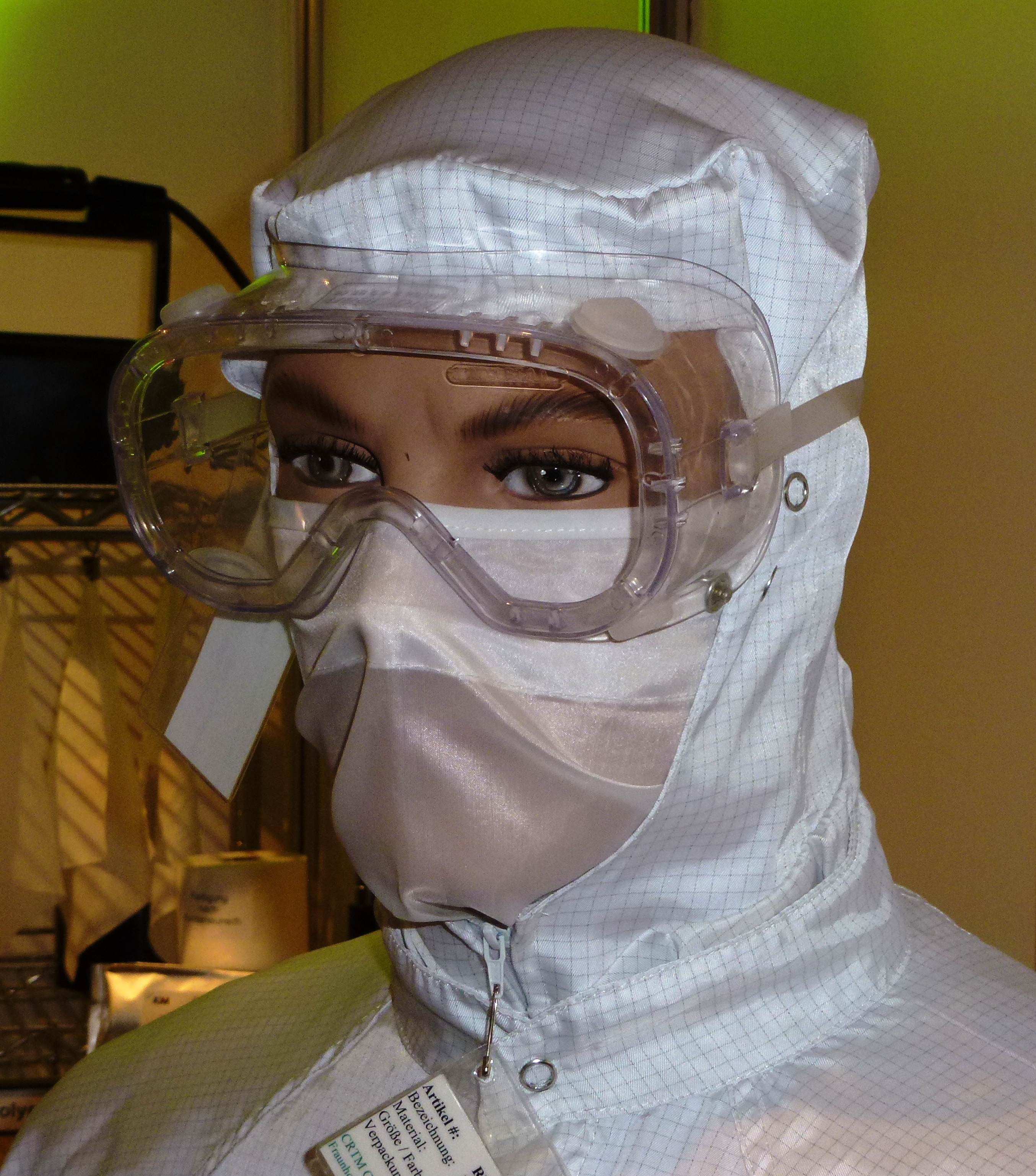
Combinaison avec masque typique des salles blanches.

Une salle blanche (parfois dénommée salle propre selon l'usage et certaines spécificités) est une pièce ou une série de pièces où la concentration particulaire est maîtrisée afin de minimiser l'introduction, la génération, la rétention de particules à l'intérieur, généralement dans un but spécifique industriel ou de recherche scientifique. 
Les paramètres tels que la température, l'humidité et la pression relative sont également maintenus à un niveau précis. 
Ce type de salle est régi par une norme à deux niveaux : la norme ISO 14664 donne les exigences techniques générales, la norme ISO 14644-1 précise le volume de prélèvement d'air en échantillon de contrôle en fonction de la classe attendue afin de maintenir la conformité de l'ISO 14644.

## Histoire
Le principe de la salle blanche a été imaginé par le physicien Willis Whitfield en 1960, alors employé par les Laboratoires Sandia, qui remarqua que ses expériences pouvaient varier de manière significative en fonction des mouvements imprévus de l'air. 
Il fut rapidement surnommé Mister Clean. Après sa mort, Willis Whitfield a été inscrit au National Inventors Hall of Fame.

## Utilisation
Les salles propres sont utilisées dans les domaines sensibles aux contaminations environnementales : la fabrication des dispositifs à semi-conducteurs, les biotechnologies et d'autres domaines de la biologie, l'industrie agroalimentaire, généralement dans les salles de tranchage, la construction d'engins spatiaux, la préparation des produits pharmaceutiques stériles, la construction d'optique ou de micro-mécanismes, dans les hôpitaux pour les bloc opératoires ou de bactériologie. Ces salles sont également utilisées dans le cadre de la recherche médicale, par exemple pour la fabrication de radioéléments.
Construites de façon fixe au sein de bâtiments, il existe toutefois une salle blanche mobile au monde : la liaison blanc-blanc.

### Contraintes et enjeux techniques
Dans ces domaines, les objets et substances manipulés ont des tailles de l'ordre du micromètre ou du nanomètre et les particules présentes dans l'air non purifié peuvent être bien plus grosses et se fixer dessus. D'autre part, les expériences chimiques ou bactériologiques effectuées peuvent être dangereuses pour l'homme ou l'environnement. 
Ces travaux sont susceptibles d'être sensibles aux variations de pression, de température, d'humidité ou à la présence de gaz, vapeurs chimiques ou matière radioactive dans le cas de la fabrication d'isotopes. 
L'éclairage peut être également contrôlé pour les opérations sensibles aux ultraviolets comme la photolithographie, aux infrarouges ou certaines fréquences du spectre lumineux pour l'optique. Des exigences de ventilation nucléaire et de radioprotection peuvent également s'imposer dans ces espaces.

### Marché
La complexité des enjeux et l'empilement de technicités nécessaires à la conformité d'une salle blanche implique une multiplicité d'intervenants très spécialisés. La pandémie de coronavirus a accéléré la structuration de ce marché autour de bureaux d'études spécialisés et mutualisés comme Lab'Science en France, afin de prendre en compte les besoins techniques des centres de recherche et des industriels pour bâtir des salles clés en main.

## Fonctionnement
Le principe d'une salle propre repose sur deux actions : la "décontamination" des objets, personnes et fluides qui entrent, et la maîtrise de ce qui se produit à l'intérieur. Le lieu qui sert de sas de décontamination du matériel est couramment appelé : salle grise. 
L'air entrant dans la salle propre peut être filtré selon différents niveaux de tailles d'éléments indésirables, de la poussière, jusqu'à des tailles de trente fois inférieures à une cellule humaine. Les filtres utilisés sont de la famille des filtres à air à haute efficacité. Pour limiter le colmatage des filtres prématurément (technique et filtrage aéraulique), l'air repris en point bas dans la salle (aspiration), est filtré de nouveau dans une centrale de traitement d'air (CTA) puis renvoyé dans la salle, la plupart du temps par le haut. Ce flux d'air recyclé du haut vers le bas renouvelle le volume d'air total de la salle jusqu'à 60 fois par heure (taux de brassage horaire). Enfin, pour éviter la concentration du CO2 rejeté par les scientifiques qui travaillent dans la salle et pour compenser les ouvertures de portes, environ 30 % d'air neuf sont rajoutés chaque heure (taux de renouvellement horaire), filtrés selon un procédé similaire au recyclage. Dans certaines zones, l'air est complètement neuf. 
Il existe deux principaux types de salles :
- les salles en surpression par rapport à la pression atmosphérique pour éviter que divers polluants (poussières, bactéries...) puissent entrer, que l'on retrouve principalement dans l'industrie pharmaceutique et électronique ;
- les salles en dépression par rapport à la pression atmosphérique pour éviter que divers contaminants (virus, bactéries, spores, ...) ne puissent sortir, dans ce cas l'air vicié extrait, passe à travers un filtre à air à très haute efficacité (HEPA) ou même un filtre à très faible pénétration (ULPA) avant d'être évacué vers l'extérieur (exemple de laboratoire P4 : P4 Jean Mérieux à Lyon).

L'entrée et la sortie se font par l'intermédiaire d'un ou plusieurs sas, quelquefois équipés d'une douche à air ou à eau, et de vestiaires. En effet, le corps humain produit une quantité importante de produits contaminants comme les poils, les cheveux, les cellules de peau morte... C'est pour cela que les opérateurs qui évoluent dans la salle blanche doivent être vêtus d'un équipement plus ou moins important suivant le degré de contamination et d'empoussièrement toléré. L'équipement peut comporter une combinaison, un couvre-cheveux (calotte), des gants, des chaussons, un masque, des sous-vêtements spécifiques, voire un scaphandre complet. 
Les outils utilisés à l'intérieur de la pièce sont choisis pour produire le moins de particules possible.

## Flux d'air dans la salle propre

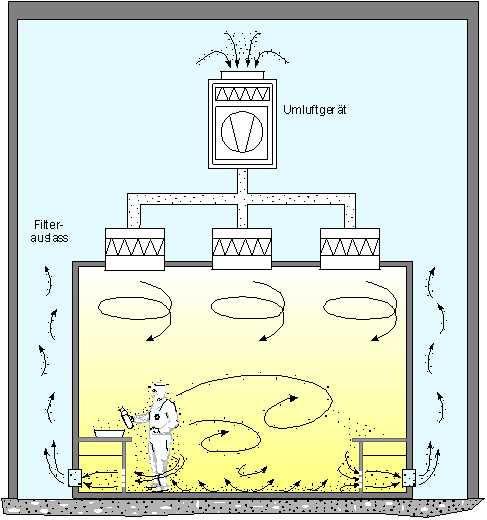
Flux d'air de type turbulent.

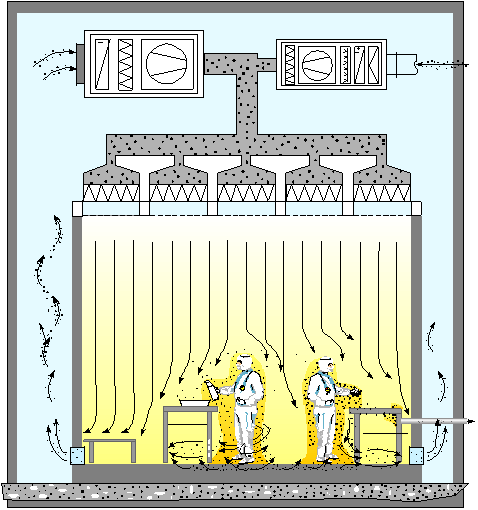
Flux d'air de type laminaire.

## Classification de la propreté particulaire de l'air
L'élément le plus important est la quantité de poussière par unité de volume et c'est le seul paramètre contrôlé pour certaines salles blanches aux critères plus souples.
On classifie les salles propres suivant le nombre de particules par unité de volume.
Toutes ces mesures se font à l'aide d'un appareil de mesure : le compteur de particules qui va compter le nombre de particules dans un volume donné et donc déterminer la classe de la salle blanche.
Le standard US FED STD 209E utilisait les pieds cubes mais il est remplacé par le standard ISO 14644-1 exprimé en mètres cubes qui correspond au Système international (SI).
| Classe | 0,1 µm    | 0,2 µm  | 0,3 µm  | 0,5 µm     | 1 µm      | 5 µm    |
| ISO 1  | 10        | d       | d       | d          | d         | e       |
| ISO 2  | 100       | 24      | 10      | d          | d         | e       |
| ISO 3  | 1 000     | 237     | 102     | 35         | d         | e       |
| ISO 4  | 10 000    | 2 370   | 1 020   | 352        | 83        | d, e    |
| ISO 5  | 100 000   | 23 700  | 10 200  | 3 520      | 832       | 29      |
| ISO 6  | 1 000 000 | 237 000 | 102 000 | 35 200     | 8 320     | 293     |
| ISO 7  | c         | c       | c       | 352 000    | 83 200    | 2 930   |
| ISO 8  | c         | c       | c       | 3 520 000  | 832 000   | 29 300  |
| ISO 9  | c         | c       | c       | 35 200 000 | 8 320 000 | 293 000 |

c : Les concentrations maximales admissibles ne s'appliquent pas dans cette partie du tableau car elles sont très élevées.
d : Les limites du prélèvements et les limites statistiques sur ces faibles concentration rendent la classification inappropriée.
e : Les limites des mécanismes de prélèvement, dues à la fois aux faibles concentrations et au prélèvement de particules de tailles supérieures à 1 µm, rendent la classification inappropriée à cause des particules potentiellement non mesurées car retenues à l'intérieur du système de prélèvement.
La propreté particulaire doit être désignée par un numéro de classification ISO N. La concentration maximale admissible C (en particules par mètre cube d'air) pour chaque particule de taille D prise en compte, est donnée par l'équation :
{\displaystyle C=10^{N}\times \left({\frac {10^{-7}}{D}}\right)^{2{,}08}}
- Classe ISO 3 = Classe 1 selon FS 209
- Classe ISO 4 = Classe 10 selon FS 209
- Classe ISO 5 = Classe 100 selon FS 209
- Classe ISO 6 = Classe 1000 selon FS 209
- Classe ISO 7 = Classe 10000 selon FS 209
- Classe ISO 8 = Classe 100000 selon FS 209

Cette norme internationale annule et remplace la norme NF X 44-101.